# Fronda
|  | Per a altres significats, vegeu «Fronde». |

Les frondes són les "fulles" de les falgueres. Són molt variades de forma i normalment solen estar molt dividides. Molt sovint (però no sempre) broten amb les puntes enrotllades en espiral i es despleguen a mesura que creixen.
Al revers de les frondes de les falgueres normalment hi ha els grups d'esporangis, o sorus, on es formen les espores, encara que en alguns petits grups de falgueres (com per exemple les  ofioglossàcies)  els esporangis poden tenir una altra posició.

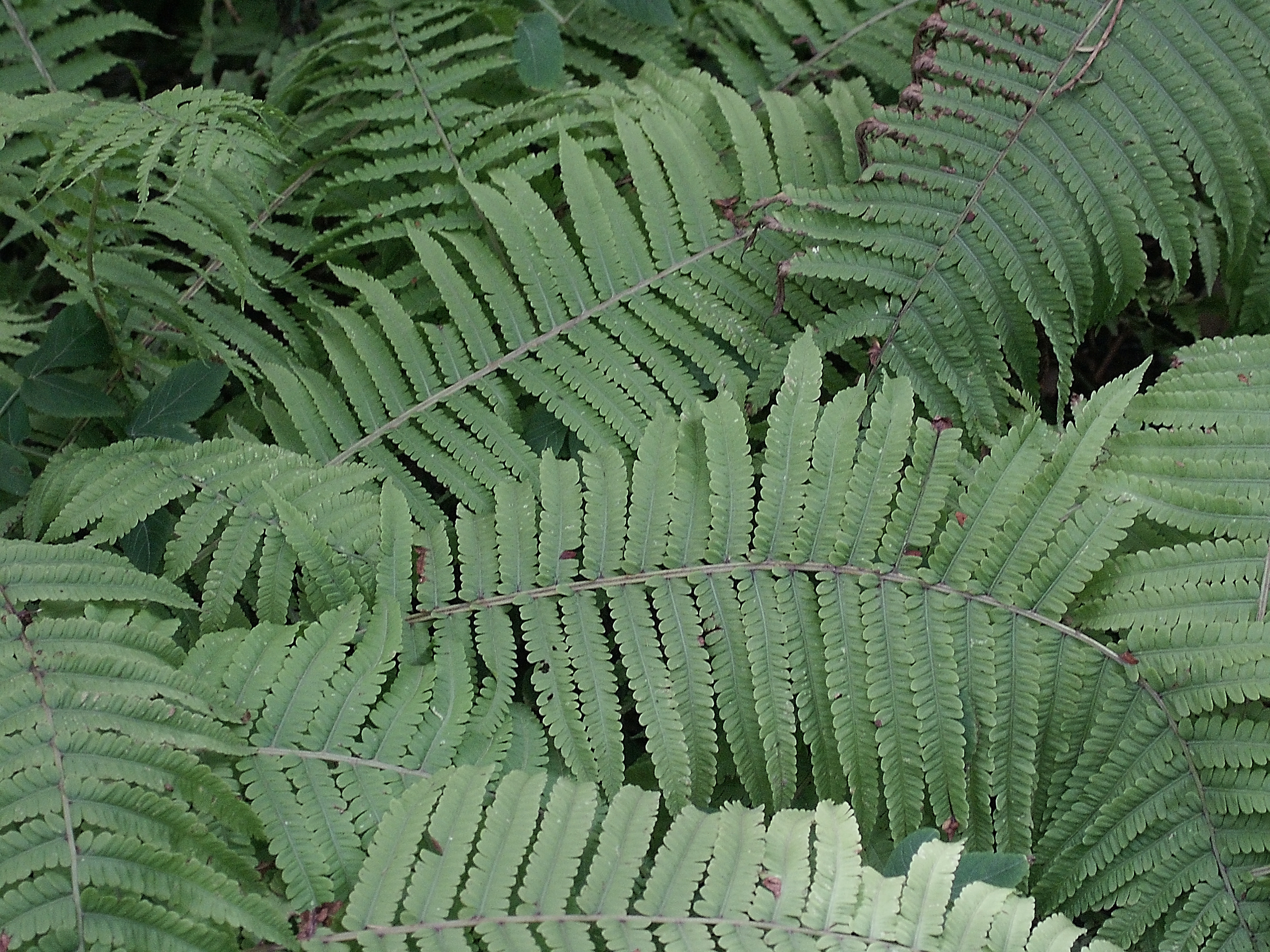
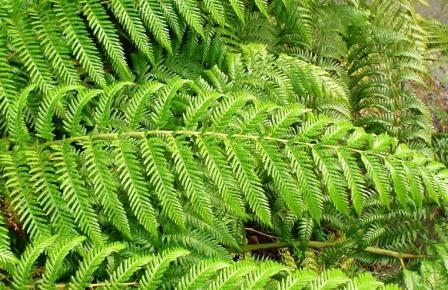
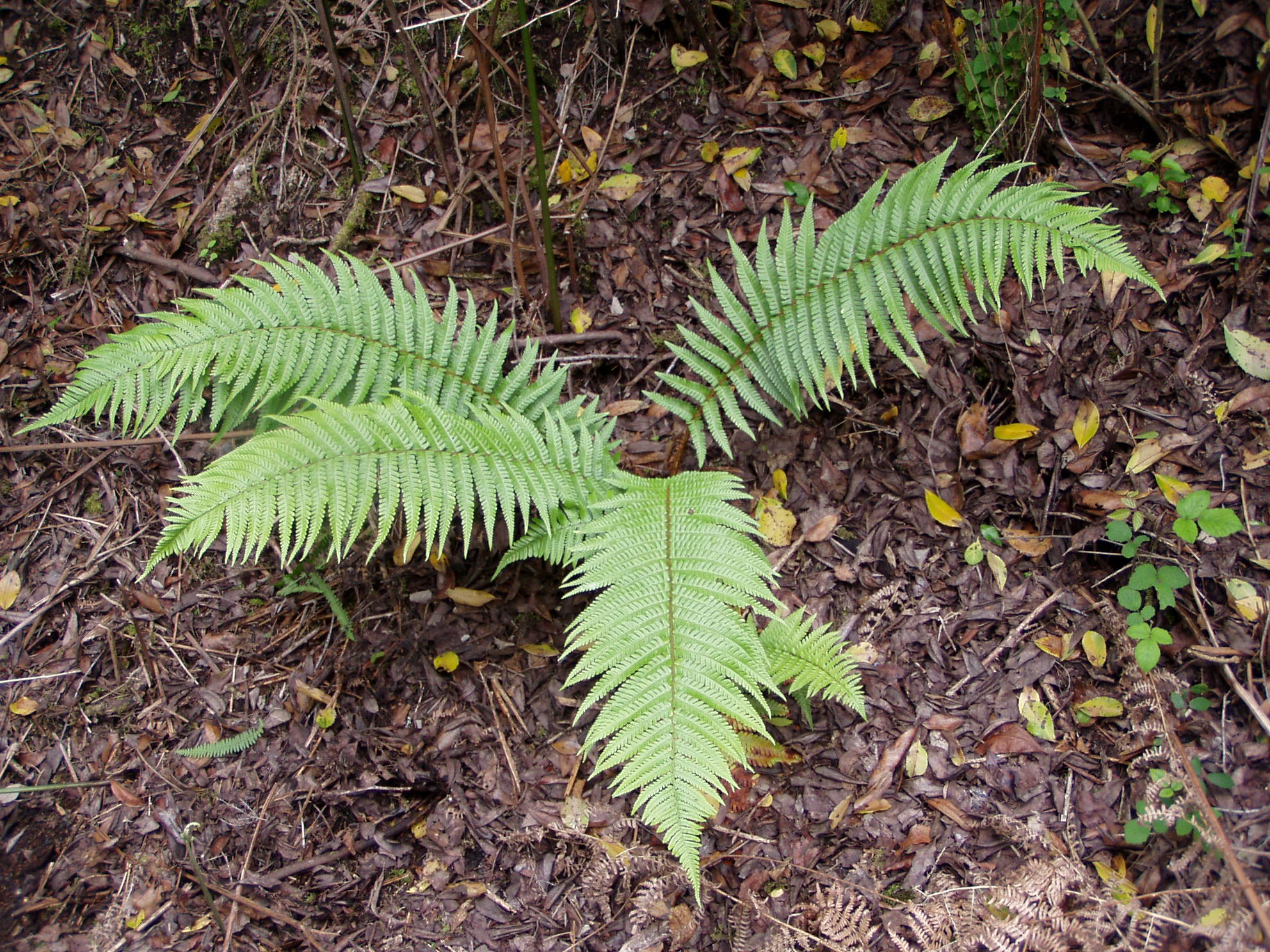
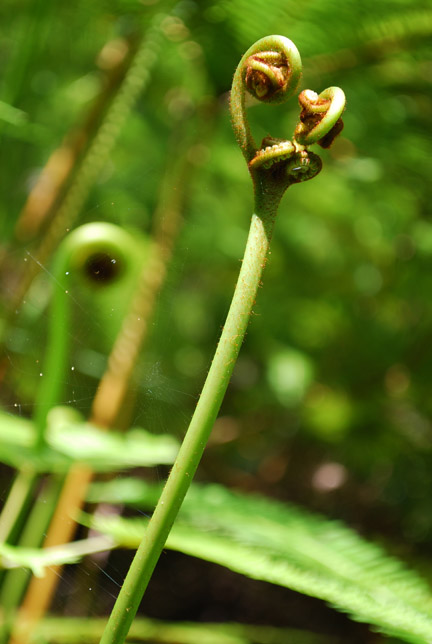
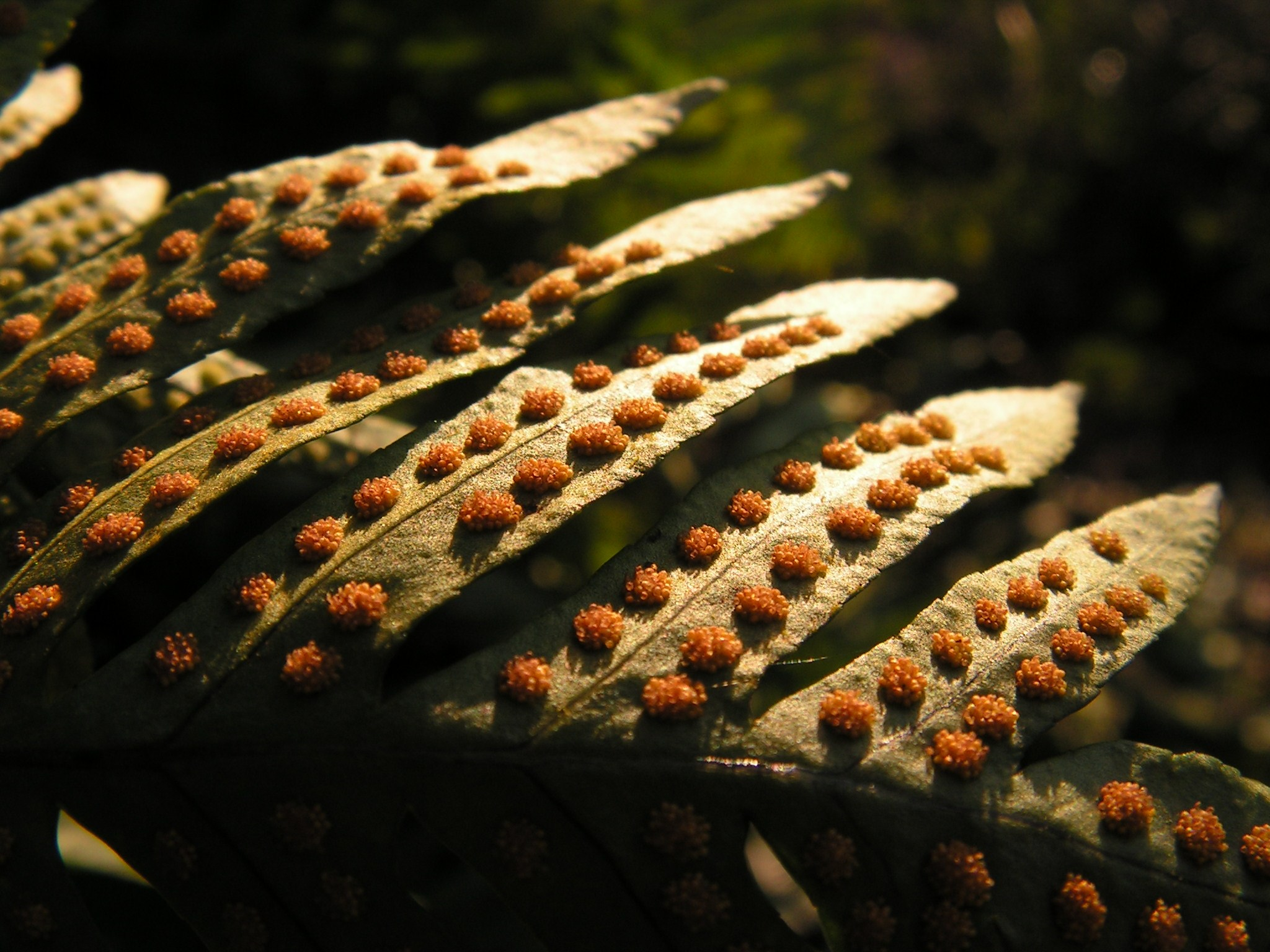
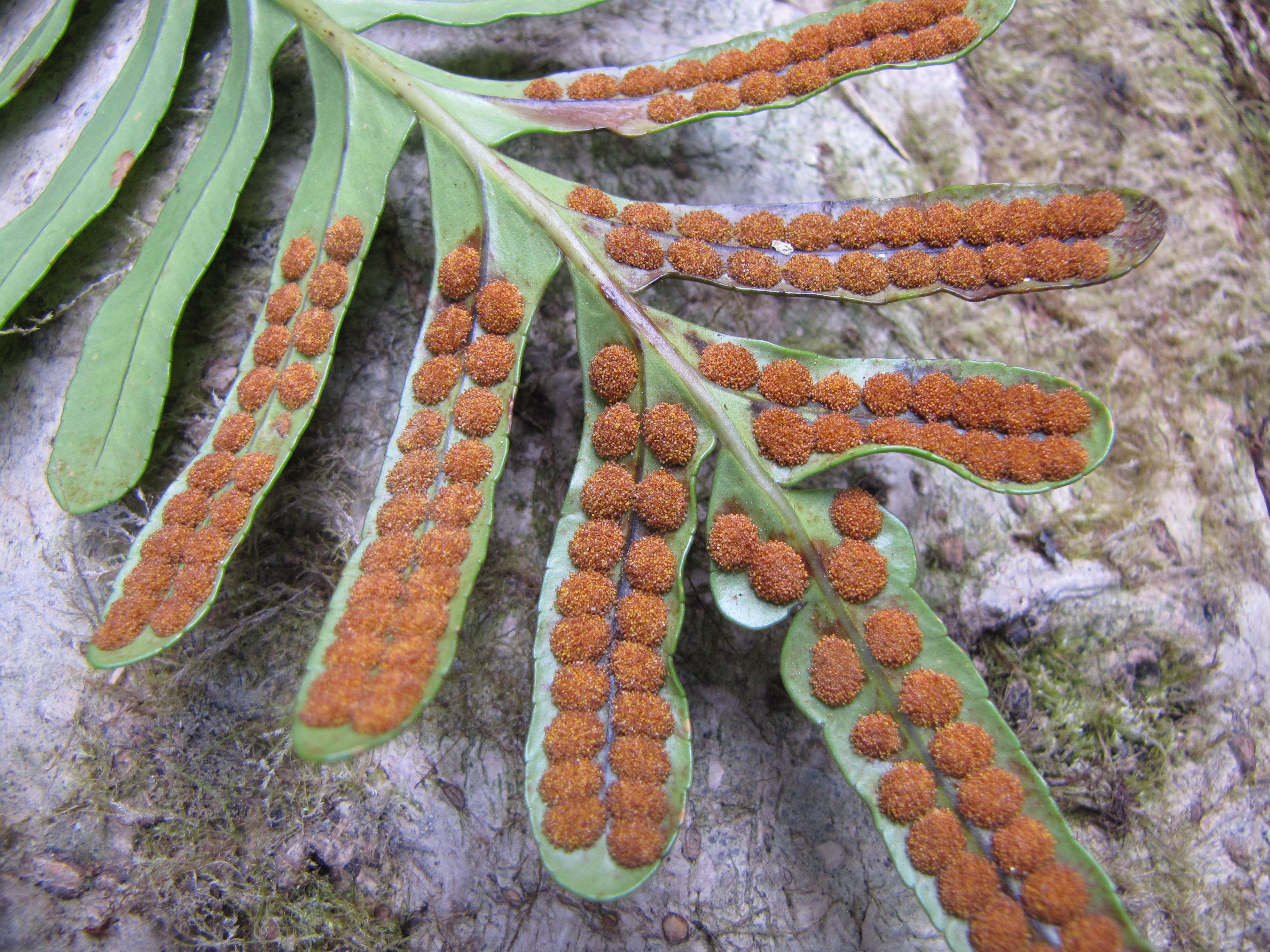